# Namagiripettai
Namagiripettai (o Namagiripetai, Namagiripet) è una suddivisione dell'India, classificata come town panchayat, di 21.447 abitanti, situata nel distretto di Namakkal, nello stato federato del Tamil Nadu. In base al numero di abitanti la città rientra nella classe III (da 20.000 a 49.999 persone).

## Geografia fisica
La città è situata a 11° 28' 0 N e 78° 16' 0 E e ha un'altitudine di 272 m s.l.m..

## Società

### Evoluzione demografica
Al censimento del 2001 la popolazione di Namagiripettai assommava a 21.447 persone, delle quali 10.908 maschi e 10.539 femmine. I bambini di età inferiore o uguale ai sei anni assommavano a 2.099, dei quali 1.129 maschi e 970 femmine. Infine, coloro che erano in grado di saper almeno leggere e scrivere erano 12.675, dei quali 7.322 maschi e 5.353 femmine.